# Jim Costa

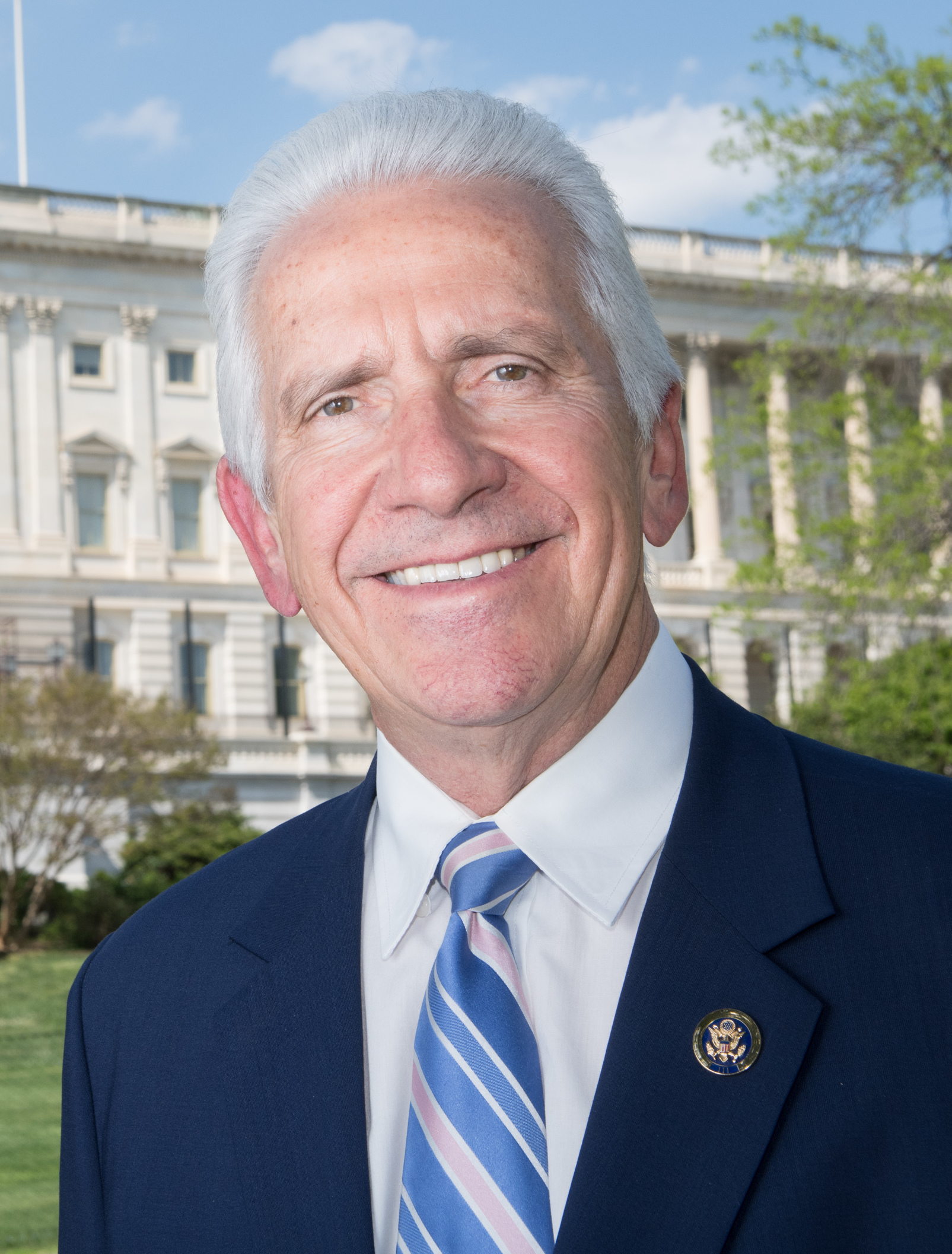
Jim Costa (2018)

James Manuel „Jim“ Costa (* 13. April 1952 in Fresno, Kalifornien) ist ein US-amerikanischer Politiker der Demokratischen Partei. Seit 2005 vertritt er den Bundesstaat Kalifornien im US-Repräsentantenhaus. Seit 2023 vertritt er den 21. Distrikt, von 2013 bis 2023 vertrat er den 16. Distrikt, von 2005 bis 2013 den 20. Distrikt.

## Werdegang
Jim Costa besuchte bis 1970 die San Joaquin Memorial High School und studierte danach bis 1974 an der California State University in Fresno. Dort erwarb er den Bachelor of Arts in Politikwissenschaften. Zwischen 1975 und 1978 arbeitete er für die Kongressabgeordneten John Hans Krebs und Richard H. Lehman.

## Politik
Danach begann er als Mitglied der Demokratischen Partei eine politische Laufbahn. Von 1978 bis 1994 gehörte er der California State Assembly an; zwischen 1994 und 2002 saß er im Senat von Kalifornien.
Bei den Kongresswahlen des Jahres 2004 wurde Costa im 20. Kongresswahlbezirk von Kalifornien in das US-Repräsentantenhaus in Washington, D.C. gewählt, wo er am 3. Januar 2005 die Nachfolge von Cal Dooley antrat, der nicht mehr kandidierte. Er siegte mit 67,6 % gegen Roy Ashburn von der Republikanischen Partei. Nachdem er bei allen folgenden neun Wahlen zwischen 2006 und 2024, jeweils bestätigt wurde, kann er sein Mandat bis heute ausüben. Er wurde immer mit mehr als 50 % der Stimmen wiedergewählt. Sein bestes Ergebnis erzielte er bei den Wahlen 2006 mit 100 %, als er ohne Gegenkandidaten blieb, und das schlechteste Wiederwahlergebnis hatte er im Jahr 2014 mit 50,7 Prozent der Stimmen. Seine aktuelle, insgesamt elfte Legislaturperiode im Repräsentantenhaus des 119. Kongresses, nunmehr für den 21. Distrikt, läuft noch bis zum 3. Januar 2027.

### Ausschüsse
Costa ist aktuell Mitglied in folgenden Ausschüssen des Repräsentantenhauses:
- Committee on Agriculture
  - Commodity Markets, Digital Assets, and Rural Development
  - Livestock, Dairy, and Poultry
- Committee on Foreign Affairs
  - Europe

Er ist außerdem Mitglied in der Blue Dog Coalition und der New Democrat Coalition sowie 40 weiterer Caucuses.